# Brzozowica Duża (osada leśna)
Brzozowica Duża – osada leśna w Polsce położona w województwie lubelskim, w powiecie radzyńskim, w gminie Kąkolewnica.
W latach 1975–1998 miejscowość administracyjnie należała do województwa bialskopodlaskiego.